# Chaetopteryx fusca
Chaetopteryx fusca är en nattsländeart som beskrevs av Brauer 1857. Chaetopteryx fusca ingår i släktet Chaetopteryx och familjen husmasknattsländor. Inga underarter finns listade i Catalogue of Life.